# Asparagus yanyuanensis
Asparagus yanyuanensis — вид рослин із родини холодкових (Asparagaceae).

## Біоморфологічна характеристика
Це дводомна трав'яниста рослина. Коріння ≈ 3 мм завтовшки, злегка м'ясисте. Стебла виткі, понад 30 см, злегка смугасті; гілки кутасті. Кладодії у пучках по 4–6, 4–7 × ≈ 0.4 мм (незрілі), 3-кутні. Листова шпора шипаста. Суцвіття розвиваються з кладодіями. Чоловічі квітки: парні; квітконіжка ≈ 2 мм, суглобова посередині; оцвітина жовтувато-зелена, майже куляста, 1–1.5 мм; тичинки рівні. Період цвітіння: травень.

## Середовище проживання
Ендемік Китаю (пд.-зх. Сичуань).
Населяє ліси вздовж струмків.